# Bataille de Farinole
La bataille de Farinole a lieu les 15 et 16 novembre 1793. Elle oppose, autour du couvent de Marianda, des troupes paolistes et une petite armée républicaine commandée par le Conventionnel Lacombe-Saint-Michel. Cette bataille, peu connue, marque néanmoins un tournant dans l'histoire de la Corse sous la Révolution.

## Les forces en présence
Lacombe-Saint-Michel parle de sa « petite armée ». Il s'agit d'un assemblage assez hétéroclite de matelots (équipages de plusieurs frégates, la Mignonne (en), la Melpomene, la Minerve (en) et la Fortunée), de fantassins de plusieurs unités (garde nationale, infanterie légère, gendarmerie), de quelques artilleurs (dotés de deux canons de 4) et de volontaires locaux. Le tout pourrait, d'après une lettre de Paoli du 3 novembre, se monter à 500 hommes. Lacombe parle de 400 hommes pour la colonne qu'il commande lui-même, de 200 hommes pour la colonne Gentilli et de 300 hommes pour la colonne Arrighi [Qui ?], ce qui ferait donc monter ses effectifs à 900. Les deux premières colonnes viennent de Saint-Florent, la troisième de Bastia.
Les soldats de Paoli sont au nombre de 83. Ils sont dotés de deux pièces d'artillerie et commandés par Orsoni de Bocognano et deux autres capitaines, Buttafoco et Zannettini. Il s'agit d'un détachement passé par Oletta quelques semaines plus tôt, sur les ordres de Paoli lui-même, qui écrit le 3 novembre à Ciavaldini : "[...] je crains, avec quelque raison, qu'ils ne tentent de surprendre Farinole. Ce village est à présent pour nous la clé du Cap Corse, et si nous le perdions nous serions très embarrassés. J'écris à M. Ambrogio Buttafoco pour qu'il parte avec ses gens, qu'il aille à Oletta et de là, cette nuit-même, à Farinole.". Le 8 novembre, Paoli indique que la garnison ne doit pas dépasser soixante hommes (sans doute pour des considérations financières, ces soldats touchant une solde) et que les soldats timorés doivent en être exclus.

## Le déroulement de la bataille
Le 15 novembre, sous le commandement direct de Lacombe, une colonne républicaine monte à l'assaut du couvent de Marianda, transformé en place forte. Lacombe a eu soin de laisser dans la plaine de Patrimonio (chapelle de San Bernardino) un petit camp (150 hommes et deux canons) qui protège ses arrières et une frégate bombardera la tour de Farinole pendant toute la durée du combat. Pendant ce temps, une autre colonne commandée par le général de brigade Antoine Gentilli débarque sur la plage de Farinole et attaque le hameau de Bracolaccia. Une troisième colonne, sous les ordres du lieutenant-colonel Arrighi, vient de Bastia et descend sur Farinole par la montagne (sans doute le col de San Leonardo). Une quatrième colonne, enfin, forte de 150 hommes, sous les ordres du lieutenant-colonel Collé, passe le long de la mer et lance une fausse attaque sur le couvent.
La plus grande difficulté fut de traîner les deux pièces d'artillerie, montées sur des affûts à traîneaux, à travers un terrain montagneux et couvert de maquis et de les mettre en batterie sous le feu des paolistes, bien retranchés dans le couvent de Marianda. Lacombe installe ses troupes sur les hauteurs au-dessus du couvent. Après une préparation d'artillerie qui causa de graves dommages au couvent, les troupes républicaines (grenadiers des 61e et 26e régiments et gendarmes, dont le lieutenant Antoine Cauro, qui fit des prodiges et y gagna ses galons de capitaine), à la suite de l'erreur d'un tambour qui se met à battre la charge sans en avoir reçu l'ordre, chargent à la baïonnette, enfoncent la porte de l'église mais sont repoussées. Ils maintiennent un feu nourri jusqu'à la tombée de la nuit.
Dans le même temps, le débarquement de la colonne Gentilli tourne court après que son chef eut été grièvement blessé de deux coups de feu. D'après une lettre de Paoli, il semble que cette tentative de débarquement ait été repoussée par les troupes paolistes.
Sur le troisième front, la colonne Arrighi rencontre également les plus grandes difficultés. 200 hommes des compagnies franches de Bastia font défection et il ne lui reste plus qu'environ 80 soldats (50 hommes du bataillon d'infanterie légère, 20 Bastiais sous les ordres du capitaine Grive et 15 canonniers commandés par le sergent-major Charles).
Lacombe décide de bivouaquer sur place. Il fait approcher un canon jusqu'à portée de pistolet du couvent. À la faveur de la nuit, les paolistes quittent le couvent et le lendemain, 16 novembre, au petit matin, un nouvel assaut finit par emporter le poste, où l'on prend les deux pièces d'artillerie. D'après une lettre de Paoli, ce furent les troupes paolistes qui abandonnèrent le couvent. Les Farinolais, se retrouvant seuls, se retirèrent sans perdre un seul homme. À midi, les troupes républicaines prennent les trois hameaux de Farinole.
Pendant ce temps, le camp de Patrimonio repousse une troupe de paolistes qui venait à la rescousse. Composée de quatre à cinq cents paysans, mal équipés, mal commandés, elle se disperse aux premiers coups de canon.

## Bilan du combat
Lacombe prétend que l'armée républicaine ne perdit que 8 hommes et eut 25 blessés. Le général Gentilli, qui commandait une des colonnes républicaines, fut blessé de deux coups de feu et attrapa ensuite une mauvaise fièvre. Lacombe lui-même reçut un éclat de pierre dans le genou. Le lieutenant Delosme, du 91e régiment, a reçu deux blessures. Mais Paoli parle de quarante morts parmi les Corses qui se battaient sous le drapeau français, et il assure que des compagnies de grenadiers il ne resta que six hommes valides.
32 paolistes furent faits prisonniers.

## Les suites de la bataille
Les représailles furent immédiates, et très rigoureuses : les hameaux du village de Farinole, dit Lacombe, "ont reçu une leçon dont ils ne se relèveront point de trente ans". Il faut comprendre que les trois hameaux ont été livrés au pillage (Lacombe fait envoyer à Bastia du blé, du vin et du bétail) et certaines maisons brûlées. Le chef des troupes paolistes, Orsoni, est fusillé, après un procès militaire sans doute sommaire.
Effrayés par ces représailles, plusieurs cantons envoient des émissaires pour implorer la clémence du représentant du peuple. Lacombe, ayant fait sauter le verrou que constitue Farinole, peut rapidement s'emparer d'autres villages du Cap Corse, Olmeta et Nonza (le 19 novembre) en premier lieu, puis Canari (le 20), Luri (le 21) et Rogliano (le 22).